# Aleš Svoboda
Aleš Svoboda (ur. 2 kwietnia 1941 w Zlinie, zm. 9 stycznia 2010 w Opawie) – czeski językoznawca i anglista; przedstawiciel praskiej szkoły lingwistycznej. Zajmował się komparatystyką lingwistyczną i pragmalingwistyką; był także tłumaczem.
Absolwent Uniwersytetu w Brnie. W 1996 r. uzyskał magisterium z anglistyki i germanistyki, w 1968 obronił PhDr., od 1978 r. kandydat nauk. W 1980 r. został profesorem nadzwyczajnym na Wydziale Filozoficznym Uniwersytetu Karola. Od 1989 r. doktor nauk.
Był uczniem Jana Firbasa, z którym pracował nad teorią struktury informacji zwaną perspektywą funkcjonalną zdania.